# Octan-3-ona
La octa-2-ona, anteriormente nombrada como 3-octanona, es un compuesto químico natural que se encuentra en una variedad de fuentes tales como las plantas (la lavanda), hierbas (tales como el romero), y frutas (como la nectarina).
Se utiliza como un ingrediente para dar sabor y fragancia.
La octa-3-ona es un isómero estructural de octan-2-ona y octan-4-ona.
También se descubrió que está presente en Schizonepeta tenuifolia (2011).